# Falk Würfele

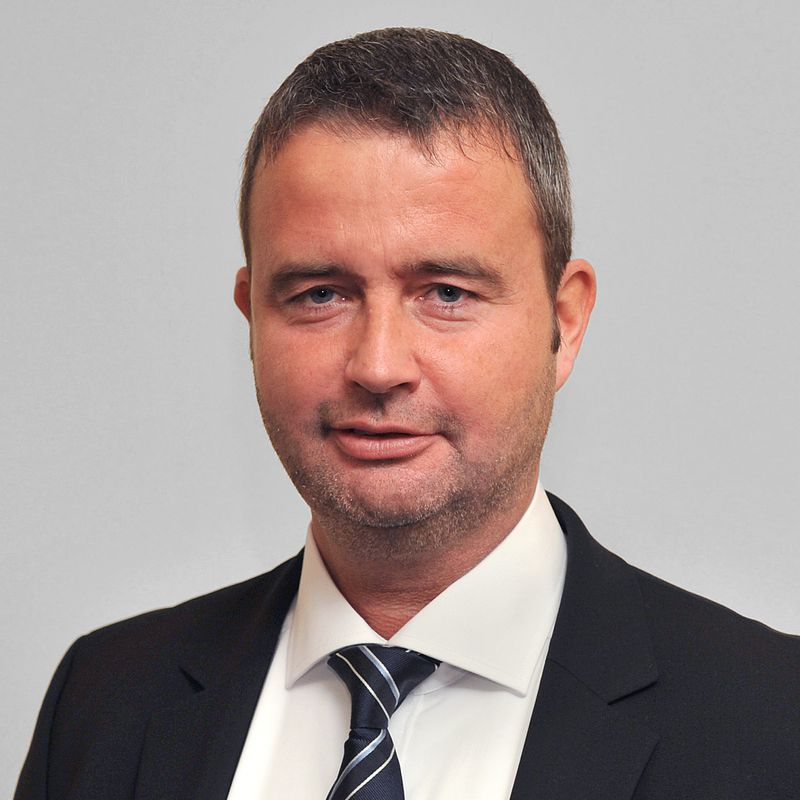
Falk Würfele

Falk Würfele (* 2. Dezember 1966 in Berlin-Neukölln) ist ein deutscher Rechtsanwalt (Strafverteidiger) und Honorarprofessor an der Universität Siegen.

## Leben
Würfele wurde als einziges Kind des Kaufmannes Peter Johannes Würfele und seiner Frau Inge Gertrud Würfele, geb. Körner geboren. Nach einigen Jahren in Berlin siedelte die Familie nach Erkrath bei Düsseldorf um. Dort besuchte Falk Würfele die Grundschule an der Falkenstraße und später das Städtische Gymnasium am Neandertal. Die Schulzeit beendete er 1986 mit dem Abitur. Nach der Wehrdienstzeit studierte er ab 1988 zunächst Betriebswirtschaftslehre in Essen. 1989 wechselte Würfele zum Studium Rechtswissenschaften an der Universität Bielefeld, welches er 1993 mit dem Ersten Staatsexamen abschloss.
Es folgten der Erwerb der theoretischen Fachanwaltsqualifikation im Steuerrecht, die Promotion im Gesellschafts- und Rechtsanwaltsberufsrecht zum Thema der Gesellschaft bürgerlichen Rechts für Rechtsanwälte sowie ein knapp zweijähriger USA-Aufenthalt mit einem Studium an der Miami Law School sowie einer Praktikumstätigkeit bei einer amerikanischen Rechtsanwaltskanzlei. Während der Promotionszeit arbeitete Falk Würfele als Repetitor für Studierende der Rechtswissenschaft. Das Rigorosum erfolgte im Gesellschafts- und Anwaltsrecht sowie im Kreditsicherungsrecht. 1997 und 1998 absolvierte Falk Würfele das Referendariat. 1999 begann er seine Anwaltstätigkeit in Düsseldorf. Nach einer kurzen Zeit als Angestellter gründete er mit zwei Partnern eine Rechtsanwaltskanzlei in Düsseldorf. Heute ist er in seiner eigenen Kanzlei tätig.
Seit 2012 ist Würfele Honorarprofessor an der Universität Siegen mit den Lehraufträgen „Deutsches und Internationales Baurecht“ und „Internationales Wirtschaftsstrafrecht und Compliance“. Er ist im Geschäftsführenden Ausschuss der Arbeitsgemeinschaft Bau- und Immobilienrecht des Deutschen Anwaltvereins tätig und leitete dort bis 2016 den Arbeitskreis Internationales Baurecht.

## Gesellschaftliches Engagement
2010 gründete Falk Würfele das Hilfsprojekt „Piloten und Prinzessinnen“ in Bukarest, Rumänien. Ziel ist es, Straßenkindern eine Zukunft zu ermöglichen und insbesondere Straßenmädchen eine Chance zu geben. „Wenn das erste Zigeunermädchen Pilotin oder Prinzessin wird anstatt Prostituierte, dann hat es sich gelohnt“, sagt Falk Würfele.

## Publikationen
- 1998 Würfele, Haftungs- und Haftungsbeschränkungsprobleme bei der gemeinschaftlichen Berufsausübung von Rechtsanwälten, Kovac Verlag, ISBN 978-3-86064-993-0 (Dissertation)
- 2007 Bielefeld/Würfele, Bauen in der EU, ISBN 978-3-7643-7250-7
- 2011 Würfele, Nachtragsmanagement, 2. Auflage, Luchterhand, ISBN 978-3-472-07931-6
- 2011 Würfele/Bielefeld/Gralla, Bauobjektüberwachung, 2. Auflage, vieweg Verlag, ISBN 978-3-8348-1469-2

## Beiträge
- 2004 Wirth, Rechtsgrundlagen des Architekten und Ingenieurs, vieweg Verlag
- 2005 Wirth, Darmstädter Baurechtshandbuch, Würfele, Kapitel: „Leistungsbeschreibung und Nachtragsforderungen“, Werner Verlag
- 2006 Jahrbuch Baurecht 2006, Kapellmann/Vygen (Hrsg.), Kapitel: „Bauzeitverzögerung: Mehrvergütung nach § 2 Nr. 5 VOB/B oder Schadensersatz nach § 6 Nr. 6 VOB/B“, Werner Verlag
- 2007 Englert/Motzke/Wirth, Kommentar zum BGB-Bauvertragsrecht, Würfele, Kapitel: „§§ 632, 632a BGB“
- 2008 Motzke, Die Haftung des Architekten, Kapitel Würfele, „Die Architektensozietät“, Werner Verlag
- 2010 Kuffer/Wirth, Handbuch des Fachanwalts für Bau- und Architektenrecht, 2. Auflage, Kapitel Würfele „Leistungsbeschreibung und Nachtragsforderungen“
- 2011 Gralla, Innovationen im Baubetrieb, Kapitel Würfele, Internationale Bau- und Energieprojekte, Praxisbericht
- 2011 VOB/C Kommentar, Fröhlich/Bielefeld, Kapitel Würfele, Rechtliche Einordnung der VOB/C